# V582 Андромеды
V582 Андромеды (лат. V582 Andromedae) — одиночная переменная звезда в созвездии Андромеды на расстоянии (вычисленном из значения параллакса) приблизительно 7426 световых лет (около 2277 парсеков) от Солнца. Видимая звёздная величина звезды — от +10,28m до +10,05m.

## Характеристики
V582 Андромеды — красный гигант, пульсирующая полуправильная переменная звезда (SR) спектрального класса M. Радиус — около 97,94 солнечных, светимость — около 1070,088 солнечных. Эффективная температура — около 3336 K.